# RAVE
RAVE (jap. レイヴ, reivu) ist eine abgeschlossene Manga-Serie des japanischen Zeichners Hiro Mashima, die unter anderem auch als Anime-Serie umgesetzt wurde. Erzählt werden die Abenteuer des Jungen Haru Glory in der fiktiven Welt des Kontinents Song. Das Werk ist in die Genres Action, Comedy, Abenteuer, Fantasy und Romantik einzuordnen.

## Handlung
Auf der kleinen Insel Garage Island führt Haru Glory mit seiner Schwester ein normales Leben. Doch eines Tages findet Haru den merkwürdigen Hund Plue. Daraufhin trifft er den alten Mann Shiba, der sich später als der erste Rave Master vorstellt und behauptet, Plue seit fünfzig Jahren zu suchen. Haru will Plue allerdings nicht hergeben. Shiba erzählt ihm, dass es vor fünfzig Jahren Krieg gab und er mit Plue dort gegen die Darkbring, böse Steine, gekämpft hat. Doch in dem nachfolgenden Kampf zwischen Haru und einem Mitglied der Organisation Demon Card, die jetzt erneut die Welt mit den Darkbring bedrohen, stellt Shiba fest, dass er Rave, das Gegenstück zu Darkbring, nicht mehr verwenden kann, da Haru der neue Meister des Raves ist. Haru erhält von Shiba das Schwert Ten Commandments, dass die Kraft von Rave aktiviert.
Nun begibt sich der Meister des Raves Haru und sein Gefährte Plue, der der Bändiger des Raves ist, auf eine gefährlich Reise um Demon Card zu zerschlagen und alle fünf Rave-Steine zusammenzutragen.

## Charaktere
Haru Glory, 16 Jahre
Haru ist die Hauptperson von RAVE. Seine Waffen sind das Schwert Ten Commandments und Rave. Er ist zusammen mit seiner Schwester Cattleya auf der kleinen Insel Garage Island aufgewachsen, bis er sich den Hund Plue angelte und das Abenteuer begann. Er macht sich auf den Weg, die restlichen vier Raves zu finden und die Organisation Demon Card zu zerschlagen.
Plue
Plue ist ein merkwürdiger Hund mit einem spitzen Horn als Nase und der ständig zittert. Plue ist der Bändiger des Raves und Harus treuer Gefährte. Er kann verhindern, dass Wunden und Verletzungen schlimmer werden und isst mit Vorliebe Lutscher. Deswegen gab ihm Haru zuerst den Namen Shabutaro, was übersetzt Lutschi heißt. Später bekam Plue von ihm noch den Namen „Leckermäulchen“. Mangaka Mashima widmete Plue nicht nur ein Spinoff mit dem Titel Plue no Inu Nikki (プルーの犬日記), sondern übernahm den Charakter auch in seine seit 2006 veröffentlichte Manga-Serie Fairy Tail, in der Plue ein magischer Geist ist, der mittels magischer Schlüssel beschworen werden kann.
Shiba, 74 Jahre
Shiba stammt ursprünglich auch von Garage Island. Er war der erste Meister des Raves und Plues früherer Besitzer. Er war einer der Krieger des Blauen Himmels und der einzige Überlebende der fünf Krieger. Er führte den Schlag gegen den letzten Darkbring allerdings zu schwach aus, was zur Folge hatte, dass der Darkbring wieder auferstand und Shiba und Plue fast umbrachte.
Elie, ca. 16 Jahre
Haru trifft Elie in der Stadt Hip-Hop Town. Sie hat ihr Gedächtnis verloren und reist nun durch die Welt, um es wiederzufinden. Sie kämpft mit Tonfa Guns und hat eine Vorliebe für Geld und Glücksspiele. Im späteren Verlauf erinnert sie sich daran, dass sie ihr Gedächtnis wegen eines gewissen „Gewittermannes“ verloren hat, was sich jedoch als falsch herausstellt, denn sie konnte sich schon bevor sie ihm begegnete an nichts erinnern.
Musica, 18 Jahre
Musica ist der Boss der Diebesbande Silver Rhythm und ein so genannter Silver Claimer, der Silber jede erdenkliche Form geben kann. Seine Markenzeichen sind drei Piercings über dem linken Auge und eine Kette aus Silber, aus der er eine Lanze als Waffe formen kann. Seine Familie, bis auf seinen Großvater, von dem er allerdings erst nichts weiß, wurde von einem Mitglied von Demon Card umgebracht.
Let, 22 Jahre
Let ist ein Drachenmensch. Er gehörte zu den Palastwächtern von King, später schloss er sich dann aber Haru und den anderen an, nur, wie er behauptet, damit er irgendwann noch einmal gegen Haru kämpfen kann. Er ist ein guter Kämpfer, der nur mit bloßen Händen kämpft, und keinen Darkbring hat, da er diesen in einem Kampf Mann gegen Mann unfair findet.
Demon Card
Demon Card ist eine Organisation, die die bösen Steine Darkbring verwendet um die Weltherrschaft zu erlangen. Sie sind hinter Haru her, da er alle Raves finden will, mit denen er sie zerschlagen könnte. Der Chef von Demon Card ist King.
Doryu-Geisterbande
Nachdem Demon Card zerschlagen wurde, bildeten sich viele kleine, aber starke Banden, die nun um die Macht streiten. Die Doryu-Bande ist eine von den stärksten drei. Ihr Anführer ist Pumpkin Doryu, der Herrscher der Nacht.
Onigami
Onigami ist eine der anderen drei kleinen stärksten Bande. Sie besteht aus Onis (roten Dämonen). Ihr Anführer ist Ogre.
Blue Guardians
Blue Guardians ist die letzte der drei kleinen stärksten Banden. Ihre Generäle sind in etwa so stark wie Demon Cards Oracion Six. Ihr Anführer ist Kapitän Hardner.

## Entstehung und Veröffentlichungen
Laut Hiro Mashima sollte Haru erst einen Alchemisten verkörpern, der nach Belieben Metall manipulieren kann. Plue hat er sich als Mittelschüler ausgedacht und er weiß selbst nicht mehr, ob Plue ein Hund sein sollte oder etwas anderes. Die meisten Städte in RAVE tragen einen Namen, der mit Musik zu tun hat, daher auch RAVE – The Groove Adventure.
RAVE erschien in Japan von 1998 bis 2005 in Einzelkapiteln im japanischen Manga-Magazin Shōnen Magazine. Diese Einzelkapitel wurden vom Kodansha-Verlag auch regelmäßig in insgesamt 35 Manga-Sammelbänden zusammengefasst.
Auf Deutsch wurde RAVE von 2004 bis Januar 2014 von Egmont Manga und Anime veröffentlicht und ist vollständig erschienen. Einige Zeit lang wurde die Serie auch im mittlerweile eingestellten Magazin Manga Power veröffentlicht. Die deutschsprachige Ausgabe der Sammelbände verkaufte sich für Egmont Manga & Anime ungenügend und entwickelte sich zu einem Misserfolg. Der Manga erscheint unter anderem auch auf Englisch, Französisch, Spanisch, Italienisch und Chinesisch.

## Adaptionen

### Anime
Unter der Regie von Takashi Watanabe produzierte das Studio Deen eine 51-teilige Anime-Serie zum Manga. Das Charakterdesign entwarf Akira Matsushima und die künstlerische Leitung hatte Kyōko Nakayama inne. Die Serie wurde vom 13. Oktober 2001 bis zum 28. September 2002 durch TBS in Japan ausgestrahlt.
Die Fernsehserie lief unter anderem auch auf dem US-amerikanischen Fernsehsender Cartoon Network und wurde auch ins Französische, Spanische und Portugiesische übersetzt.

#### Synchronisation
| Rolle            | japanischer Sprecher (Seiyū) |
| ---------------- | ---------------------------- |
| Haru             | Tomokazu Seki                |
| Elie             | Ayako Kawasumi               |
| Musica           | Shoutaro Morikubo            |
| Plue             | Yukiji                       |
| Let              | Takehiro Murozono            |
| Ruby             | Yukiji                       |
| Shiba            | Tomomichi Nishimura          |
| Shuda            | Toshihiko Seki               |
| Junger Shiba     | Kouichi Tohchika             |
| Cattleya         | Satsuki Yukino               |
| Nakajima         | Kousuke Okano                |
| Sieghardt        | Masami Kikuchi               |
| Musica (Schmied) | Yuichi Nagashima             |
| Hebi             | Kousuke Okano                |
| Gale             | Toshiyuki Morikawa           |
| King             | Tessho Genda                 |
| Reina            | Yukana Nogami                |
| Jegan            | Nobutoshi Hayashi            |
| Julius           | Akira Sasanuma               |
| Lance            | Kazuya Ichijou               |
| Gou              | Hiroshi Matsumoto            |
| Rosa             | Miki Nagasawa                |
| Schneider        | Hideo Ishikawa               |
| Deerhound        | Toshihiko Nakajima           |
| Chino            | Kanako Tateno                |
| Melodia          | Kanako Tateno                |
| Rize             | Jin Yamanoi                  |
| Lilith           | Kanako Tateno                |
| Elie's Mutter    | Noriko Rikimaru              |
| Jade             | Takehiro Murozono            |
| Fehbell          | Kouichi Tohchika             |
| Genma            | Tetsu Inada                  |
| Ootokage         | Hisao Egawa                  |
| Gren             | Hidenari Ugaki               |
| Pamela           | Kanako Tateno                |
| Susann           | Tomoe Sakuragawa             |
| Soleil           | Kousuke Okano                |

#### Musik
Die Musik der Serie wurde komponiert von Kenji Kawai. Für die Vorspanne verwendete man folgende Lieder:
- Rave-olution von Reel Big Fish
- Butterfly Kiss von Chihiro Yonekura
- Higher and Higher von Kumoko
- Higher and Higher von Ayako Kawasumi

Die Abspanntitel sind:
- The Power Of Destiny von Jennifer Paige
- Kokaku no Yurikago von Chihiro Yonekura
- Hikōsen von Kumoko
- Hikōsen von Ayako Kawasumi

### Videospiele
Von RAVE sind bisher mehrere Videospiele erschienen, so RAVE Master: Special Attack Force und Groove Adventure Rave: Hikari to Yami no Daikessen für den Game Boy Advance sowie Groove Adventure Rave für die PlayStation und Rave Groove Adventure: Fighting Live für den GameCube.

## Rezeption
Als „witzige und gelungene Mischung von Science-Fiction-Elementen mit Fantasy- und Westernzutaten“ wird die Serie in der Zeitschrift AnimaniA beschrieben. Jedoch erinnere der Manga auch sehr an erfolgreiche Serien wie Inu Yasha und insbesondere One Piece und sei wenig originell. Das bereits bekannte Konzept habe aber dennoch zum Erfolg von RAVE in Japan beigetragen. Der Zeichenstil Mashimas sei übersichtlich und abwechslungsreich, vor allem die Panelgröße passt der Zeichner flexibel der Geschichte an, und passe damit gut zur Geschichte. In der Kritik zum ersten Band schreibt die MangasZene, die Handlung bestehe aus aneinandergereihten „Standard-Versatzstücken von Abenteuerstories“ und erinnere allzu oft an erfolgreiche ältere Serien. Auch die Umsetzung sei wohl nur für die Zielgruppe ansprechend.